# Tavastehus rådhus
Tavastehus rådhus (finska: Hämeenlinnan raatihuone) är en fest- och möteslokal i Tavastehus i det finländska landskapet Egentliga Tavastland. Byggnaden är den fjärde uppbyggnaden av rådshuset och är skyddad.

## Historia och arkitektur

### Det första rådhuset
I februari 1650 besökte Per Brahe d.y. Tavastehus och installerade Mickel Eskilsson som stadens borgmästare. Samtidigt gav Brahe Eskilsson tillstånd att flytta kronans byggnad från Ojois gård till staden som ett nytt rådhus. Byggnaden var en stor timmerbyggnad med två våningar. Borgmästarens tjänstebostad låg på nedre våningen. Rådhuset var beläget i gamla staden norr om Tavastehus slott. Stadsborna tog inte hand om rådhuset vilket ledde till att byggnaden blev obrukbar.

### Det andra rådhuset
Det andra rådhuset låg på samma tomt som Saarinens skola efter att Gustav III hade godkänt flytten av Tavastehus stad till dess nuvarande plats år 1777.

### Det tredje rådhuset
Efter Tavastehus brand år 1831 fastställdes Carl Ludvig Engels nya detaljplan för staden. Enligt planen låg rådhustomten på södra sidan av salutorget. Tavastehus stad köpte tomten från landskamrerare Nordenswan och utrustade timmerbyggnaden som låg på tomten för att bli ett tillfälligt rådhus.

### Det fjärde rådhuset
År 1882 grundade Tavastehus stadsfullmäktige ett utskott för att förbereda byggplanen för det nya rådhuset. Ritningar och kostnadsförslag beställdes från länsarkitekt Alfred Cawén (1836–1912), som också var fullmäktigemedlem och ordförande för utskottet. De slutliga byggplanerna fastställdes av Kejserliga senaten år 1885. Tavastehus nya rådhus, som representerar nyrenässans, färdigställdes 1888 på samma tomt där det tillfälliga rådhuset låg. Strax efter färdigställandet blev rådhusets festsal ett centrum för stadens kulturliv. Ljuskronorna skaffades från Helsingfors och gardinerna från Wetterhoffs flickskola. Rådhuset är den enda stenbyggnaden som står kvar av alla stenbyggnader som Cawén ritade.
När Tavastehus kyrkas renoveringsarbete började 1892 blev rådhusets sal även ett tillfälligt församlingscentrum.
Det nya rådhuset representerade fransk nyrenässans, vilket inkluderade en mycket dekorativ fasad. Inne i festsalen, trapporna och aulan var målningarna och interiörens dekor rik och färgglad. Senare målades väggarna över med nya motiv och i början av 1900-talet fick väggarna ett nytt utseende i jugendstil.